# FC Twente (női csapat)
Az enschedei FC Twente női labdarúgó szakosztálya 2007-ben jött létre. Hollandia első osztályú bajnokságának, az Eredivisie-nek tagja.

## Klubtörténet

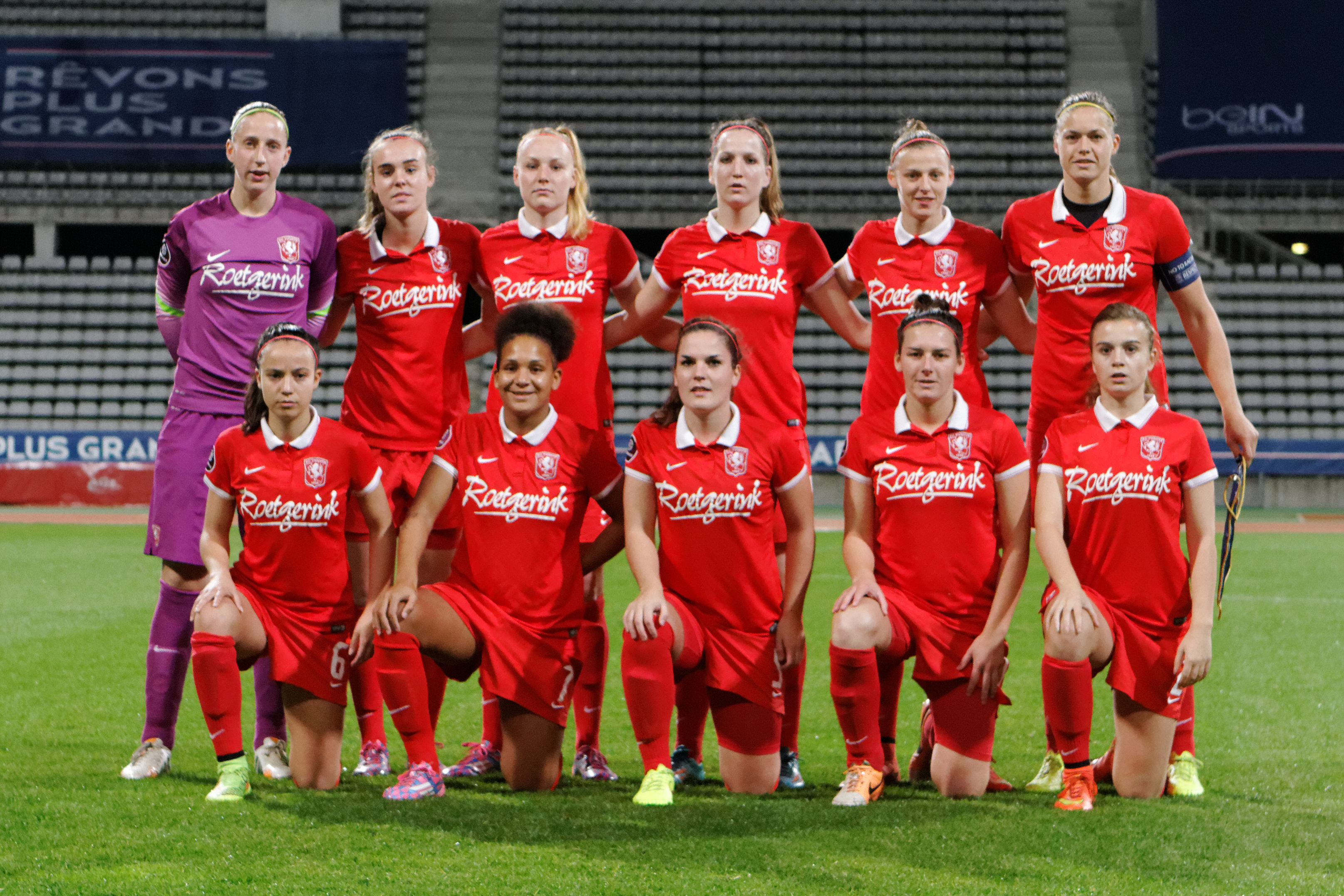
A Paris Saint-Germain elleni 2014–2015-ös Bajnokok Ligája mérkőzésen.
Felső sor, balról: Sari van Veenendaal, Jill Roord, Danique Kerkdijk, Ellen Jansen, Yana Daniëls, Anouk Dekker.
Alsó sor, balról: Marthe Munsterman, Shanice van de Sanden, Siri Worm, Larissa Wigger, Maud Roetgering.

## Sikerlista
- Holland bajnok (9): 2010–11, 2012–13*, 2013–14*, 2014–15*, 2015–2016, 2018–19, 2020–2021, 2021–2022, 2023/24.[1]
- Belga-Holland bajnok (2): 2012–13, 2013–14
- Holland kupagyőztes (2): 2008, 2015

## Játékoskeret
2020. december 16-tól
| #  |     | Poszt | Név                  |
| -- | --- | ----- | -------------------- |
| 1  | NED | K     | Daphne van Domselaar |
| 16 | NED | K     | Lois Niënhuis        |
| 22 | NED | K     | Inge Tijink          |
| 2  | NED | V     | Kika van Es          |
| 3  | NED | V     | Dominique Ypema      |
| 4  | GER | V     | Maren Tellenbröker   |
| 12 | NED | V     | Lynn Wilms           |
| 15 | NED | V     | Lotte Jansen         |
| 23 | NED | V     | Lysanne van der Wal  |
| 5  | NED | KP    | Marisa Olislagers    |
| 6  | NED | KP    | Ella Peddemors       |

| #  |     | Poszt | Név                                              |
| -- | --- | ----- | ------------------------------------------------ |
| 7  | GER | KP    | Anna-Lena Stolze (kölcsönben a VfL Wolfsburgtól) |
| 13 | BEL | KP    | Elena Dhont                                      |
| 14 | NED | KP    | Licia Darnoud                                    |
| 18 | NED | KP    | Kerstin Casparij                                 |
| 19 | NED | KP    | Sophie Pieterson                                 |
| 24 | NED | KP    | Romy Speelman                                    |
| 8  | NED | CS    | Sisca Folkertsma                                 |
| 9  | NED | CS    | Fenna Kalma                                      |
| 10 | TUN | CS    | Sabrine Ellouzi                                  |
| 11 | NED | CS    | Renate Jansen                                    |
| 21 | NED | CS    | Bente Jansen                                     |

## Korábbi híres játékosok
| - Eshly Bakker - Lineth Beerensteyn - Marloes de Boer - Marije Brummel - Anouk Dekker - Kika van Es - Stefanie van der Gragt - Maayke Heuver - Ellen Jansen - Renate Jansen - Danique Kerkdijk - Myrthe Moorrees - Marthe Munsterman - Marlous Pieëte | - Mirte Roelvink - Jill Roord - Shanice van de Sanden - Sylvia Smit - Sherida Spitse - Sari van Veenendaal - Kirsten van de Ven - Siri Worm - Yana Daniëls - Nicky Evrard - Lenie Onzia - Lorca van de Putte - Andrine Tomter - Kristina Erman |